# گورستان باستانی میان لنگه آسیابر
گورستان باستانی میان لنگه آسیابر مربوط به هزاره اول قبل از میلاد است و در شهرستان سیاهکل، بخش دیلمان، دهستان دیلمان، شمال شرقی روستا ی آسیابر واقع شده و این اثر در تاریخ ۷ اسفند ۱۳۸۶ با شمارهٔ ثبت ۲۱۵۲۹ به‌عنوان یکی از آثار ملی ایران به ثبت رسیده‌است.